# NFE4
NFE4 (англ. Nuclear factor, erythroid 4) – білок, який кодується однойменним геном, розташованим у людей на 7-й хромосомі. Довжина поліпептидного ланцюга білка становить 179 амінокислот, а молекулярна маса — 19 019.
| 10         |  | 20         |  | 30         |  | 40         |  | 50         |
| ---------- |  | ---------- |  | ---------- |  | ---------- |  | ---------- |
| MPRVVCWHTL |  | KSLNGYKNLS |  | SGAETREGLR |  | SSSPVDLPLR |  | PRKQATAAGQ |
| RKLLSLQLLL |  | CACTSVTDLT |  | YWGPAGHGAT |  | APHRSLLAIH |  | LHLVPASSAA |
| MKATGPHNAQ |  | TQVNPQGHAP |  | SAEDPTGTWT |  | VSGPCKDHPH |  | PFLSQSNPPT |
| RISSALPLKT |  | DSALEQTPQQ |  | LPSLHLSQG  |  |            |  |            |

A: Аланін

C: Цистеїн

D: Аспарагінова кислота

E: Глутамінова кислота

F: Фенілаланін

G: Гліцин

H: Гістидин

I: Ізолейцин

K: Лізин

L: Лейцин

M: Метіонін

N: Аспарагін

P: Пролін

Q: Глутамін

R: Аргінін

S: Серин

T: Треонін

V: Валін

W: Триптофан

Кодований геном білок за функціями належить до репресорів, активаторів. 
Задіяний у таких біологічних процесах, як транскрипція, регуляція транскрипції, ацетилювання. 
Локалізований у ядрі.